# ФК Тамека
Таммека (на естонски: Tartu JK Tammeka) е естонски футболен отбор от град Тарту.

## История
Клубът е основан през 1989 г. През 2006 година объединява с другия отбор от Тарту – „Мааг“. Объединеният клуб получава ново име – „Мааг Таммека“, но през 2009 година когато спонсорът на отбора дал името „Мааг Груп“ се отказва от финансирането, клубът си връща предишното име. Цветовете на отбора са синьо-бели. Домакинските си мачове играе на стадион „Тамме“ с капацитет 1750 зрители.

## Отличия
- Купа на Естония
  -  Финалист (2): 2007/08, 2016/17